# Amor y dolor (y Taj Mahal)
Amor y Dolor (y Taj Mahal) es una novela dirigida a público adolescente del escritor noruego Tormod Haugen en 1997.

## Sinopsis
La historia habla de dos adolescentes enamorados: Jorge y Gloria, quiénes acaban de empezar un noviazgo. La novela explica los sentimientos que el adolescente enfrenta al enamorarse, uno de ellos los celos. Tormod Haugen escribió la novela con el fin de orientar a los pre-pubertos sobre el tema del noviazgo. Jorge y Gloria conocén una tarde a Rashid y a su perro Taj Mahal, a quién Jorge comienza acariciar y a jugar con el provocando los celos de Gloria.

## Inspiración
Haugen escribió tres historias sobre el noviazgo de los adolescentes. "Jorge y Gloria (de Eduardo)" es la primera, en donde explica como los personajes principales se enamorán y la forma en que comienzan un noviazgo. "Amor y Dolor (y Taj Mahal)" relata el desarrollo de este noviazgo y la tercera "Jelou y Guddbay (y la lluvia de otoño)" habla sobre el fin de esta relación.